# 建發國際集團
建發國際投資集團有限公司，簡稱建發國際投資集團有限公司、建發國際投資集團，以及建發國際集團（英語：C&D International Investment Group Limited，港交所：1908）是一家中国房地产公司。

## 历史
於1993年由李啟鴻博士（主席及總裁），於廣西南寧創立名為「南寧裕豐房地產開發有限公司」，前身為「西南環保發展有限公司」。而主要業務於廣西南寧經營房地產及開發等環保項目，總部位於香港灣仔皇后大道東213號胡忠大廈35樓3517號辦公室。
招股價為0.65至0.93港元，發行新股為0.75億股，集資額最多為0.6975億港元，股份則在2012年12月14日於港交所創業板上市，當時代碼為8291.HK。西南環保最終把招股價訂在0.66元，集資4950萬，其中上市成本達到2610萬港元。
其後在2014年5月16日轉在主板上市。
2014年12月10日廈門建發旗下益能國際向控股股東收購2.25億股，佔公司已發行股份75%，總代價約7.35億元。益能將提出強制性無條件現金要約，每股要約價相當於每股銷售價3.2668元，較上周二（九日）收市價溢價約23.28%，倘要約獲全面接納，要約應付最高總金額約2.45億元。益能無意私有化西南環保，計劃維持其上市地位。

## 連結
- CNDIntl.com （页面存档备份，存于）